# Deák Mór
Deák Mór (Mór, 1959. november 22.) magyar költő, író, szerkesztő.

## Életpályája
Szülei: Tanyi János és Hinterhüttner Anna. 1980-1981 között a Budapesti Műszaki és Gazdaságtudományi Egyetem Közlekedésmérnöki Karán tanult. 1978-1980 között hajós volt, majd a Lapkiadónál, az Expressz, a Búvár szerkesztőségében dolgozott, majd 10 évig szabadúszó volt. 1998-2000 között a Srámli Kft.-ben menedzser volt. 2000 óta a Debreceni Asztalosipar Szövetkezet elnöke.

## Magánélete
1981-ben házasságot kötött Zs. Máriával. Két gyermekük született: Dóra (1982) és Dániel (1985).

## Művei[1]
- Levél a kikötőből (versek, 1983)
- Hogy megmaradj (versek, 1989)
- Gyermeknap (gyermekversek, Lázár Ervin ajánlásával, 1997)
- Kavics (versek, 1998)
- Talált regény (regény, 2000)
- Örvény (versek, 2004)
- Ne olvasd el (versek, 2006)
- Én maradok (versek, 2009)
- Piszkapolc (mesék, Csukás István ajánlásával, 2013)
- Amulett (versek, 2014) - megjelent a Kistarcsai Kulturális Egyesület támogatásával
- Anyakönyv (novellák, 2016)
- Hontalanítás. Válogatott versek; Püski, Bp., 2017

## Műfordításai
- Tijó: "Mentor" (bűnügyi elbeszélések, 1990)

## Díjai
- Móricz Zsigmond-ösztöndíj (1983)
- Lengyel József-ösztöndíj
- A Magyar Írószövetség pályázatának I. díja (1995)